# Fontclaireau
Fontclaireau é uma comuna francesa na região administrativa da Nova Aquitânia, no departamento de Charente. Estende-se por uma área de 5,61 km². Em 2010 a comuna tinha 452 habitantes (densidade: 80,6 hab./km²).